# 伊奈かっぺい・ことわざのわざ
『伊奈かっぺい・ことわざのわざ』（いなかっぺい・ことわざのわざ）は、2016年4月より青森放送ラジオで放送されている番組。当初は北日本放送との2局ネットだったが、同年10月より北海道のSTVラジオでもネットされたのち、翌2017年4月からは青森県・富山県以外の一部地域でも放送されている。ラジオクラウド上でも聴取可能となっている。

## 出演
- 伊奈かっぺい（タレント、元RABラジオディレクター）
  - 番組冒頭では「ご機嫌はまっすぐでございましょうか」と挨拶している。
- 筋野裕子（青森放送アナウンサー）

## 番組内容
- 名言・ことわざ・四字熟語などを伊奈が独自の視点で紐解いていき、そこから「言葉あそび」を展開していく。

## ネット局と放送日時

### 現在
| 放送地域 | 放送局             | 放送曜日 | 放送時間      | 備考       |
| -------- | ------------------ | -------- | ------------- | ---------- |
| 青森県   | 青森放送（RAB）    | 土曜     | 12:30 - 13:00 | 【制作局】 |
| 岩手県   | IBC岩手放送（IBC） | 日曜     | 16:30 - 17:00 | [ 1 ]      |
| 秋田県   | 秋田放送（ABS）    | 土曜     | 17:00 - 17:30 |            |
| 富山県   | 北日本放送（KNB）  | 月曜     | 21:30 - 22:00 |            |

### 過去
| 放送地域 | 放送局           | 放送曜日          | 放送時間      | 放送期間               |
| -------- | ---------------- | ----------------- | ------------- | ---------------------- |
| 北海道   | STVラジオ（STV） | 月曜 （日曜深夜） | 2:30 - 3:00   | 2016年10月 - 2017年3月 |
| 石川県   | 北陸放送（MRO）  | 日曜              | 12:10 - 12:40 | ? - 2020年3月29日      |
| 高知県   | 高知放送（RKC）  | 水曜              | 12:00 - 12:30 |                        |

- 非ネット地域でも直接受信・またはradikoプレミアム経由で聴取可能。